# Желео бих
Желео бих је други студијски албум српског поп певача Бојана Милановића издат 1993. године за ПГП РТБ. Музику су радили сам певач, Раде Радивојевић и Војкан Борисављевић. Текстове су писали Филип Бели и Гале Јанковић. На албуму се поново нашла песма Кад душа замире за првог албума, а такође и песма Плитвичка принцеза која је донела проблеме певачу. Плитвичка принцеза је замишљена као антиратна песма која говори о љубави Србина и Хрватице на Плитвицама у вихору рата, али је схваћена потпуно супротно као националистичка. За ову песму снимљен је музички спот, као и за песму Циганка ( позната и као Циганска је крв ко ватра), и Лету је крај. Песма Катарина била је велики хит.

## Списак песама
| №  | Назив              | Трајање |  |
| 1. | Желео бих          | 4:35    |  |
| 2. | Катарина           | 2:56    |  |
| 3. | Греси младости     | 3:52    |  |
| 4. | Субота             | 2:44    |  |
| 5. | Лету је крај       | 3:16    |  |
| 6. | Циганка            | 3:42    |  |
| 7. | Ноћ                | 4:16    |  |
| 8. | Плитвичка принцеза | 3:42    |  |
| 9. | Кад душа замире    | 4:24    |  |